# بوم‌شناسی صوتی

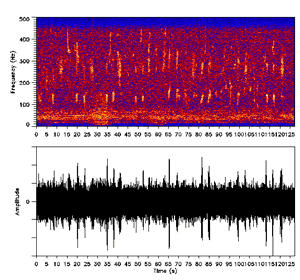
مرتبط است

بوم‌شناسی صوتی یا بوم‌شناسی آکوستیک (به انگلیسی: Acoustic ecology)، که گاهی بوم‌صوت‌شناسی (اکوآکوستیک) یا مطالعه چشم‌انداز صوتی نیز نامیده می‌شود، رشته‌ای است که به مطالعه رابطه میان انسان‌ها و محیط پیرامونش، با واسطه صدا، می‌پردازد. مطالعات بوم‌شناسی صوتی در اواخر دههٔ ۱۹۶۰ با R. Murray Schafer یک نوازنده، آهنگساز و استاد پیشین مطالعات ارتباطات در دانشگاه Simon Fraser و با کمک تیم خود در دانشگاه سایمون فریزر (ونکوور، بریتیش کلمبیا، کانادا) آغاز شد. بخشی از پروژه جهانی چشم‌انداز صوتی. تیم اصلی WSP شامل بری ترواکس و هیلدگارد وسترکمپ، بروس دیویس و پیتر هوس و دیگران بود. نخستین مطالعه‌ای که توسط WSP انجام شد، The Vancouver Soundscape نام داشت. علاقه به این منطقه پس از این مطالعه پیشگام و مبتکرانه به شدت افزایش یافت و حوزه بوم‌شناسی صوتی علاقه پژوهشگران و هنرمندان را در سراسر جهان برانگیخت. در سال ۱۹۹۳، اعضای جامعه بین‌المللی بوم‌شناسی صوتی که اکنون بزرگ و فعال بود، مجمع جهانی بوم‌شناسی صوتی را تشکیل دادند.